# Bertrand Russell Peace Foundation
Die Bertrand-Russell-Friedens-Stiftung (englisch Bertrand Russell Peace Foundation; BRPF) wurde 1963 gegründet.

## Aufgabe
Ihre Aufgabe liegt in der Fortführung der Arbeit des Philosophen und Aktivisten Bertrand Russell in den Bereichen Frieden, soziale Gerechtigkeit und Menschenrechte mit dem Schwerpunkt Gefahren eines Nuklearkrieges. Direktor der Stiftung war zuletzt – bis zu seinem Tod 2010 – Ken Coates. Ein Nachfolger ist nicht bekannt. Von der BRPF wird die Zeitschrift The Spokesman herausgegeben, die quartalsweise erscheint. Die Stiftung hat ihren Sitz in Nottingham.

## Veröffentlichungen
- Ken Coates, Tony Topham: Participation or Control? 1967.
- Jo O’Brien: Women's Liberation in Labour History. A Case Study from Nottingham (= Spokesman Pamphlet. Nr. 24, ISSN 0265-1130). 1972.
- Chile: no more dependence! Salvador Allende's Appeal to the World's Conscience at the General Assembly of the United Nations (= Spokesman Pamphlet. Nr. 31). 1973.
- After the Chilean Coup (= Spokesman Pamphlet. Nr. 35). 1973, ISBN 0-85124-065-8.
- Ken Coates: Democracy in the Labour Party. 1977, ISBN 0-85124-205-7.
- Ken Coates, Tony Topham: The Shop Steward's Guide to the Bullock Report. 1977, ISBN 0-85124-188-3.
- Peter Jenkins: Where Trotskyism Got Lost. World War Two and the Prospects for Revolution in Europe (= Spokesman Pamphlet. Nr. 59). 1977.
- Alan D. Roberts, Zhores Medvedev: Hazards of Nuclear Power. 1977, ISBN 0-85124-211-1.
- Brian Sedgemore: The How and Why of Socialism. 1977, ISBN 0-85124-196-4.
- Michael Barratt Brown et al. (Hrsg.): Full Employment. 1978, ISBN 0-85124-217-0.
- Berufsverbote Condemned (= Spokesman Pamphlet. Nr. 61). 1978.